# Upplands runinskrifter Fv1946;258
Runinskrift U Fv1946;258 är en runhäll sydväst om Fällbro i Täby socken och Täby kommun i Uppland. I samma område finns ytterligare två runhällar: U 145 och U 146.

## Runhällen
Runhällen som upptäcktes 1946 ligger på ett gravfält från järnåldern och väster om Skålhamravägen. Mitt emot hällen finns några ladugårdsbyggnader. Språket, stilen och runorna tyder på att runmästaren är Visäte. Ornamentiken går i Urnesstil och består av ett par större rundjur försedda med ben, samt några mindre spinkiga utlöpare. Ovanför runslingan står en människa med uppsträckta händer, en mansfigur som liknar en liftare. En avbildad person av det här slaget är ovanligt och figuren ser ut att vara en sorts besvärjelse. Ristningen är till viss del skadad och har därför ej kunnat få en slutgiltig tolkning. 
Ristningen är 2,2 meter hög och 1,15 meter bred.
Den från runor översatta inskriften lyder enligt nedan:

## Inskriften

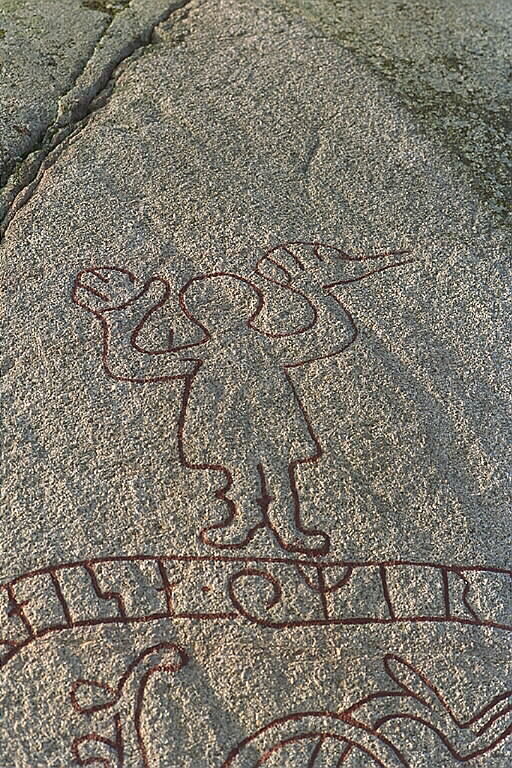
Ovanför runslingan står en människa med uppsträckta händer.

Olika varianter av läsning finns, en som publicerades av Sven B. F. Jansson år 1946, och en annan kommer från rapport på Antikvarisk-topografiska arkivet, 1997.
Translitteration:

Jansson:
* uikr * uk * utryk * uk * bali * lata * raisa * mirki * iftR * faþur sn * rauþkar * uk skib * þu-- * -i-a-----i-iti * uk ---... skib * fa-t
ATA:
* uni(m)r * uk * utryk * uk * bali * lata * raisa * mirki * iftR * faþur sn * rauþkar * uk skib ' þu-ilia-- (u)isiti * (r)i(s)ti skibi * fa(s)ti
Normalisering till fornvästnordiska:

Jansson:
Vígr ok Ótryggr ok Balli láta reisa merki eptir fôður sinn Hróðgeir ok skip(?) ... ... ok ... skip(?) <fa-t>. 
ATA:
Ónæmr ok Ótryggr ok Balli láta reisa merki eptir fôður sinn Rauðkár ok skip(?) ... Véseti risti, skip(?) <fasti>.
Översättning till nusvenska:

Jansson:
Vig och Otrygg och Balle lät resa minnesmärket efter sin fader Rodger och ...

### Fotnoter
1. 1 2  Stockholms läns museum och Täby kommuns informationsskylt vid gravfältet vid runhäll U Fv1946;258.
2. ↑  Samnordisk runtextdatabas, U Fv1946;258 $, 2014
3. ↑  Fornminnesregistret: 660
4. ↑  Jansson, Sven B. F. (1946). ”Några Okända Uppländska Runinskrifter”. Fornvännen (Swedish National Heritage Board) 41:  sid. 257–260. ISSN 1404-9430. http://fornvannen.se/pdf/1940talet/1946_257.pdf. Läst 8 juni 2010.
5. ↑  Antikvarisk-topografiska arkivet, Riksantikvarieämbetet, Stockholm.: ATA 423-6000-1997.
6. ↑  Project Samnordisk Runtextdatabas Svensk - Rundata entry for U Fv1946;258.